# Trespass (Monsta X)
Trespass è il primo EP del gruppo musicale sudcoreano Monsta X, pubblicato nel 2015.

## Tracce
1. Trespass (무단침입) – 3:25
2. No Exit (출구는 없어) – 3:28
3. One Love – 3:14
4. Honestly (솔직히 말할까) – 3:53
5. Steal Your Heart (훔쳐) – 3:47
6. Blue Moon – 3:11
7. Interstellar (인터스텔라) – 3:47